# لويس كارلوس دي أوليفيرا بريتو
لويس كارلوس دي أوليفيرا بريتو (بالبرتغالية: Pintado) (17 سبتمبر 1965 في براغانكا باوليستا في البرازيل – )؛ هو لاعب كرة قدم سابق كان يلعب كلاعب وسط.

## وصلات خارجية
- لويس كارلوس دي أوليفيرا بريتو على موقع الاتحاد الأوربي (الإنجليزية)
- لويس كارلوس دي أوليفيرا بريتو على موقع رابطة كرة القدم اليابانية للمحترفين (اليابانية)
- لويس كارلوس دي أوليفيرا بريتو على موقع قاعدة بيانات كرة القدم.إي يو (الإنجليزية)
- لويس كارلوس دي أوليفيرا بريتو على موقع Soccerway.com (الإنجليزية)
- لويس كارلوس دي أوليفيرا بريتو على موقع عالم كرة القدم.نت (الإنجليزية)